# Burg Meistersel
Die Burg Meistersel (auch Burg Modeneck oder Modenbacher Schloss genannt) ist die Ruine einer Felsenburg bei Ramberg in der Pfalz. Sie liegt auf einer 491,5 m ü. NHN hohen Bergkuppe, die das Modenbachtal überragt, nahe dem Pass „Drei Buchen“ an der Straße von Ramberg nach Edenkoben.
Es handelt sich bei ihr um eine der ältesten Burgenanlagen der Pfalz, deren Name auf die Wörter „Meister“ und „Saal“ bzw. auf den Begriff „Meister des Saales“ zurückgeht. Es steht deshalb zu vermuten, dass auf Meistersel die Ministerialen der Reichsburg Trifels ansässig waren. Die andere Bezeichnung „Modeneck“ rührt allerdings von dem nahe gelegenen Modenbachtal her.

## Geschichte

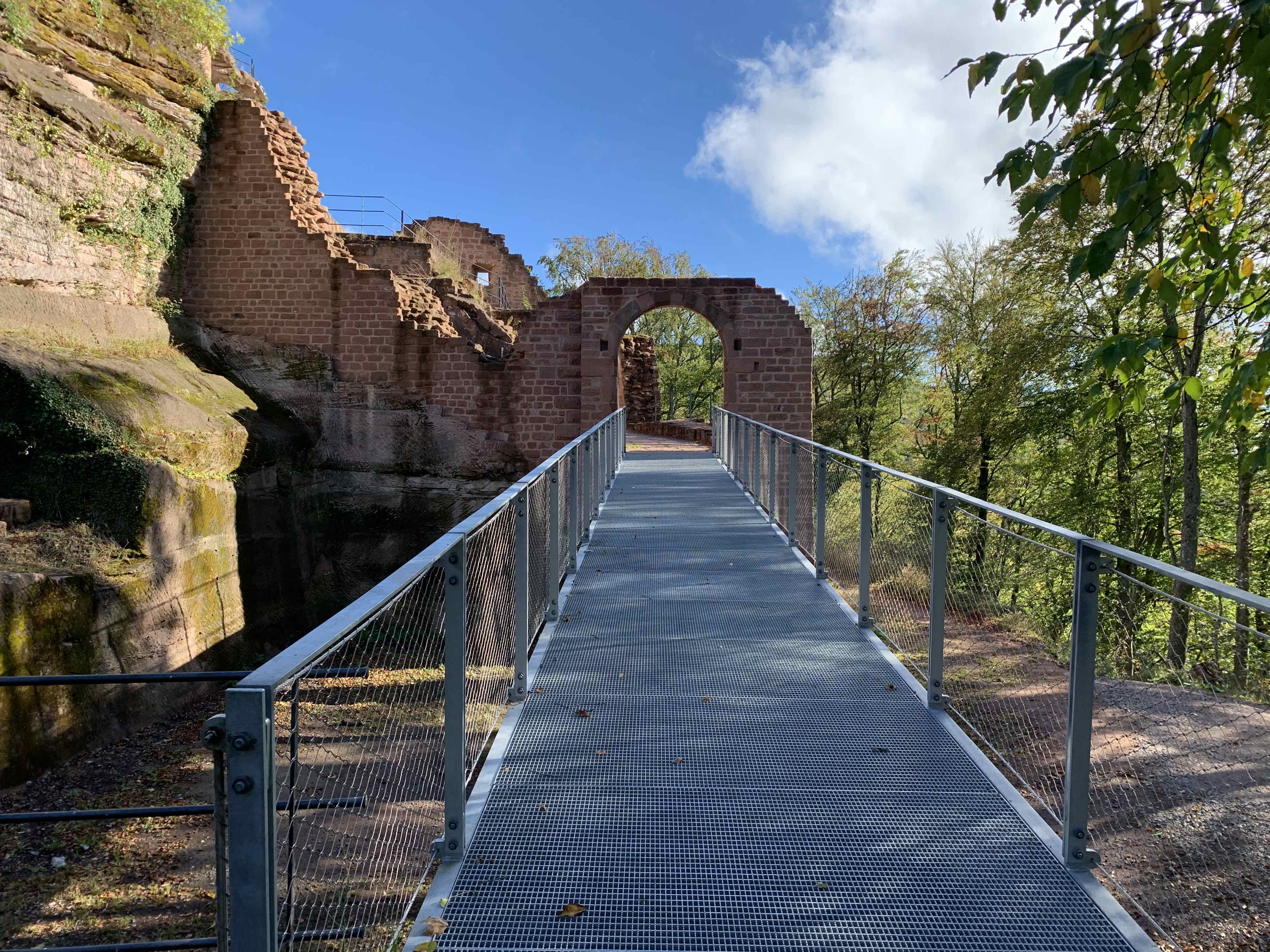
Steg über Halsgraben 2020

Die Burg kann auf eine fast 1000 Jahre währende Geschichte zurückblicken, denn sie wird erstmals in einer auf den Dreikönigstag des Jahres 1100 datierten Schenkungsurkunde des Bischofs von Speyer, Johann I. von Kraichgau, erwähnt, der die Burg in jenem Jahr dem Bistum übergab. Ihr exaktes Gründungsdatum ist unbekannt, es wird jedoch im 11. Jahrhundert vermutet. Bei den seit 2012 erfolgten Sicherungs- und Ausbauarbeiten wurde vom Landesamt für Denkmalpflege Rheinland-Pfalz Keramik aus der Bronzezeit gefunden.
Ende des 12. Jahrhunderts erhielt die Anlage den Status einer Reichsburg und diente vermutlich dem Schutz der Reichsburg Trifels. Während dieser staufischen Zeit nannte sich das Rittergeschlecht derer von Meistersel nach ihr. Einige seiner Mitglieder wurden mehrmals als Burgvögte erwähnt: so 1198 der Reichsministeriale Heinrich von Meistersele, danach Siegfried von Meistersel sowie Ulrich und Jakob von Meistersel. Als die Familie im Jahr 1277 im Mannesstamm ausstarb, fiel die Burg zurück an König Rudolf von Habsburg, der um 1300 die Herren von Ochsenstein, ein elsässisches Adelsgeschlecht, mit ihr belehnte.
Mitte des 14. Jahrhunderts wurde der Besitz geteilt und die Anlage somit zur Ganerbenburg. Bis zu acht Adelsfamilien hatten einen Anteil an ihr. Unter den Besitzern finden sich 1391 Kurfürst Ruprecht II. von der Pfalz und ab 1404 der Bischof von Speyer, Raban von Helmstatt.
Während des Deutschen Bauernkrieges wurde Burg Meistersel im Jahr 1525 teilweise niedergebrannt, jedoch bald darauf wieder aufgebaut. Erst Zerstörungen während des Dreißigjährigen Krieges besiegelten das Ende der Anlage. Ein Wiederaufbau wurde nicht vorgenommen, und sie verfiel zur Ruine.
Ende des 19./Anfang des 20. Jahrhunderts kam die Burg in den Privatbesitz des Ludwigshafener Fabrikanten Friedrich Raschig. Bis etwa 1995 wurde sie von dessen Erbengemeinschaft verwaltet. Schlagzeilen machte der nächste Eigentümer, der die Burg Anfang 2006 über ein Internet-Auktionshaus verkaufen wollte. Nachdem berichtet wurde, dass der Meistbietende enge Kontakte zur NPD habe, erklärte die Landesregierung von Rheinland-Pfalz im April 2006, sie werde ihr Vorkaufsrecht ausüben, da eine Privatperson mit der Unterhaltung des Denkmals überfordert sei. Unabhängig vom folgenden Rechtsstreit begann das Land 2009 mit Sicherungsmaßnahmen im Wert von 50.000 Euro. Im März 2010 einigten sich die damalige Privateigentümerin und das Land Rheinland-Pfalz in einem Vergleich vor dem Amtsgericht Marburg: Die Burg kam in den Besitz des Landes, das der bisherigen Eigentümerin im Gegenzug 7500 Euro zahlte. Die weiteren Kosten für die Sanierung wurden durch landespflegerische, geotechnische und denkmalpflegerische Untersuchungen ermittelt. Im August 2011 haben sich der Landesbetrieb Liegenschafts- und Baubetreuung, das Landesamt für Denkmalpflege Rheinland-Pfalz und das Finanzministerium auf die notwendigsten Sicherungsarbeiten geeinigt. Im darauf folgenden Oktober wurde mit den Instandsetzungs-Arbeiten begonnen. Mit den Sicherungs- und Ausbauarbeiten investiert das Land etwa drei Millionen Euro in die Burg. Seit Beginn der Maßnahmen war die Ruine eine Baustelle und für Besucher gesperrt. Seit Ende Oktober 2020 sind die 2,83 Millionen Euro teuren Sicherungs- und Ausbauarbeiten beendet und die Burg ist wieder für Besuchende freigegeben.

## Beschreibung
Die gesamte Anlage befindet sich seit dem Abschluss der Restaurierungsarbeiten (2020) wieder in einem gesicherten Zustand. Die erhaltenen, eindrucksvollen Mauer- und Grabenreste lassen heute noch die frühere Dreiteilung der Burganlage erkennen.

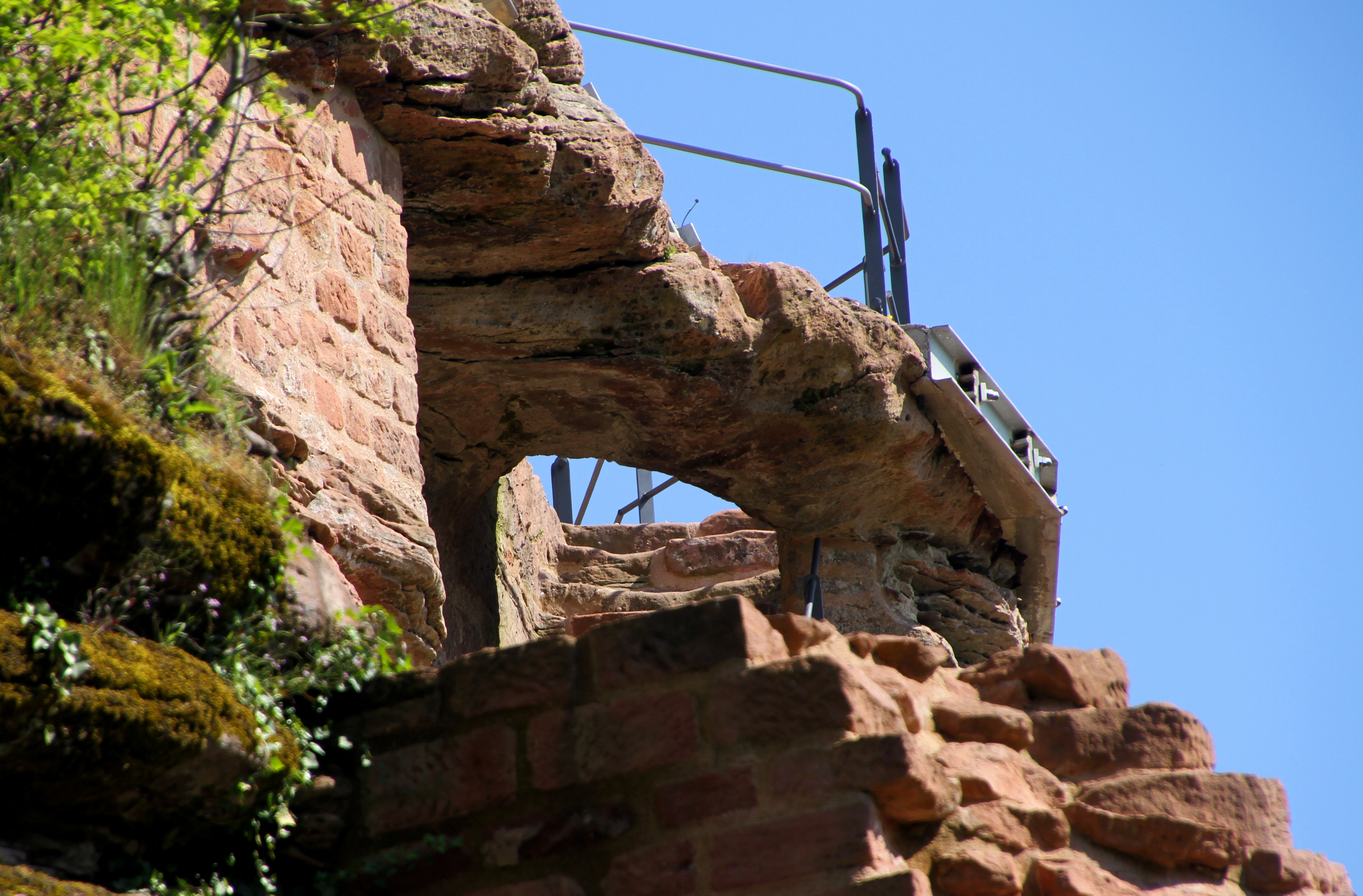
Felsentreppe zur Oberburg

Das nördlich gelegene, von einer Umfassungsmauer umgebene Vorwerk ist durch einen breiten, aus dem Felsen geschlagenen Halsgraben von der Kernburg getrennt. Seine Ursprünge datieren in das 15. Jahrhundert. Seit dem Ende der Sicherungs- und Ausbauarbeiten führt ein neuer Metall-Steg über den Halsgraben in die Kernburg.
Die Kernburg gliedert sich in eine Ober- und eine Unterburg. Letztere besaß früher als Verbindung zum Vorwerk eine aufwändige, doppelte Toranlage, von der nur noch das innere Spitzbogentor als Original erhalten ist. Das äußere, rundbogige Grabentor wurde bei den archäologischen Grabungen im Halsgraben gefunden und im Rahmen der Restaurierungsmaßnahmen 2019–20 an der ursprünglichen Stelle wiedererrichtet.
Die Mehrheit der Gebäude in der Unterburg waren bis zur archäologischen Freilegung in den Jahren 2012–18 nahezu verschwunden. Lediglich der Gewölbekeller und geringe Mauerreste des so genannten „Steinernen Hauses“ waren noch erkennbar. Seit der letzten Restaurierung sind die archäologisch ergrabenen Mauerreste rekonturiert worden, so dass die Gebäudeausdehnungen bis hin zur „Schnabelecke“, dem südlichsten steinernen Gebäude der Unterburg, besser erkennbar werden.
Die Oberburg liegt auf einem 15 Meter hohen, schmalen Felsen. Sie ist von der Unterburg aus durch eine in den Fels geschrotete Treppe erreichbar.
Wie im Falle der Unterburg sind auch die Bauten der Oberburg nur noch in Resten erhalten. Kunsthistorisch bedeutsam ist dabei eine Fensternische des gotischen Palas, die ein viergeteiltes Fenster mit gleich hohen Spitzbögen aufweist, wie man es sonst nur noch im Elsass finden kann.
Interessant ist auch die Konstruktion des Burgbrunnens, dessen Brunnenkammer durch eine Felsentreppe von der Oberburg erreichbar ist. Sein Schacht ist von dort aus durch den Felsen getrieben und auch von der Unterburg aus zugänglich.
Als zusätzliche Wasserversorgung verfügte die Oberburg über eine Zisterne, die jedoch im unteren Bereich bei der Felsentreppe einen Ausbruch aufweist. Hier wurde vermutlich bereits bei der Herstellung der Zisterne unabsichtlich ein schwacher und zurückgewitterter Bereich angeschnitten worden, weswegen die nachfolgende Geometrie zurückspringt und ein massiver Mauerblock für Abdichtung sorgen musste, der nun wieder ausgebrochen ist.
Von der Oberburg hat man einen weiten Blick bis in die Rheinebene, aber auch auf den Trifels, die Ramburg und große Teile des Pfälzerwaldes.